# HD 47463
HD 47463，又名CD-38 2782，SAO 197011、HR 2444，是一颗恒星，视星等为6.04，位于銀經246.82，銀緯-19，其B1900.0坐标为赤經6h 33m 38.1s，赤緯-38° -19′ 44″。